# Rybníček u Studeného
Přírodní památka Rybníček u Studeného byla vyhlášena v roce 1993 a nachází se u obce Studený. Důvodem ochrany jsou mokřady s hojným výskytem ďáblíku bahenního.

## Popis oblasti
Jeden větší a jeden menší rybník se nachází cca 300 metrů jižně od obce Studený. Kromě Ďáblíku bahenního rostou v oblasti bohatě přeslička říční (Equisetum fluviatile), prstnatec májový (Dactylorhiza majalis) a další cenné druhy rostlin. Z hub se zde vyskytuje např. holubinka olšinná (Russula alnetorum). Ze živočichů se v území vyskytuje šidélko (Coenagrion hastulatum). V rybníčcích žijí z obojživelníků čolek obecný (Lissotriton vulgaris) a skokan hnědý (Rana temporaria).